# 伍斯特理工学院
伍斯特理工学院（英語：Worcester Polytechnic Institute，缩写WPI），旧译：吴士脱大学，是一所位于美国马萨诸塞州伍斯特市的私立大学，于1865年建校，是一所小型的私立大学有14个院系，提供超过50种学位项目，包括理科、工程类学科、商科、社科及人文学科，学生可获学士，硕士，及哲学博士学位。2018年《美國新聞與世界報道》將其列在全美大學排名中的第59位。

## 历史
伍斯特理工学院由两位杰出的伍斯特工业界人士约翰.法恩.博因顿与伊卡博德.沃什波恩建立于1865年，并获得了Stephen Salisbury II,埃默里.沃什波恩, 乔治·弗里斯比·霍尔, Phillip Moen, Seth Sweetser, David Whitcomb,Charles O. Thompson的资金赞助。约翰.法恩.博因顿是一位主张讲授基础科学的人士，伊卡博德.沃什波恩则是一位强调培养学生语言能力的人士，二位的合作建立了该大学的基本教育理念“理论与实践”。Stephen Salisbury 二世为学校提供了大量的资金支持，他本人是一位颇有影响力的商人，并在之后成为了第一任校董会主席。

## 学术泛论
伍斯特理工学院共有14个院系，提供50多个本科生和研究生学位项目，领域涵盖科学，工程，技术，商务，社会科学，人文科学和艺术。
| 中文名称           | 英文名称 |
| ------------------ | -------- |
| 生物与生物技术     |          |
| 生物医学工程       |          |
| 商学               |          |
| 化学工程           |          |
| 化学与生物化学     |          |
| 土木工程与环境工程 |          |
| 计算机科学         |          |
| 电气与计算机工程   |          |
| 防火工程           |          |
| 人文与艺术         |          |
| 数学               |          |
| 机械工程           |          |
| 物理               |          |
| 社会科学与政策研究 |          |

### 研究生教育
伍斯特理工学院的研究生项目涵盖了机器人学，材料科学，网络安全，学习科学与技术的领域，在消防工程、生命科学与生物工程、能源和数据科学等领域有大量的研究投入。

## 著名校友
- 罗伯特·戈达德，液体火箭之父。
- 保罗·阿莱尔（英语：Paul Allaire），前施乐CEO。
- 理查德·特拉维斯·惠特科姆（英语：Richard T. Whitcomb），美国著名空气动力学家，美国国家航空航天局终生成就奖工程师。
- 狄恩·卡门，美国著名发明家。
- 梅贻琦，著名教育家，曾任清华大学校长。
- 萨本栋, 电机工程学家和教育家，曾任厦门大学校长。
- 陈三才，中华民国实业家。